# Elkan Fränkel
Pour les articles homonymes, voir Frankel (homonymie).
Elkan Fränkel est un juif de cour qui dénoncé par jalousie empreinte d'antisémitisme, finira sa vie en prison.

## Son ascension
Elkan Fränkel est le fils de R. Enoch Levy qui a épousé la fille de Koppel Ritschel, un riche juif de Vienne. La famille d'Elkan Fränkel fait partie de l'élite économique et rabbinique de la ville. Lors de l'expulsion des juifs de Vienne en 1670, il s'installe à Fürth en Bavière avec une grande partie de sa famille. 
Á Fürth, les juifs représentent environ 20 % de la population et sont sous la protection de deux dirigeants antagonistes qui se disputent le pouvoir sur le dos des juifs. Chacun accorde des privilèges spéciaux à « ses » juifs, tout en harcelant ceux de la partie adverse. La communauté de Fürth est donc divisée en deux groupes, une petite minorité dépend du margrave d'Ansbach, alors que la majorité est sous la protection de l'évêque de Bamberg.    
Fränkel va se trouver impliqué dans ce conflit quand il décide de profiter de deux évènements survenant vers 1703, la fin d'un contrat duodécennal de coopération entre les deux communautés juives de Fürth, et l'arrivée d'un nouveau margrave, pour essayer de faire prévaloir les intérêts de la maison d'Ansbach (et les siens). Il s'impose au nouveau margrave en lui suggérant un meilleur contrôle de la communauté juive au bénéfice du prince. En peu de temps, par délation, il traine en justice les principaux dirigeants juifs de Fürth. 
En retour, Fränkel devient rapidement dès 1704 Barnoss (déformation du mot hébreu parnass), président, de la partie de la communauté juive de Fürth dépendant d'Ansbach et est nommé en 1708, Oberbarnoss de l'ensemble de la communauté juive vivant sur le territoire d'Ansbach. En plus, il a accès au margrave et en profite pour le conseiller et servir d'intermédiaire dans de nombreuses affaires financières, économiques et administratives sur tout le territoire. Fränkel devient une personne influente à la cour, aidant certains à obtenir des positions officielles importantes. Les juifs du margraviat lui sont reconnaissant d'avoir en 1708 obtenu la remise d'une lourde amende qui leur était imposée à la suite d'une investigation sur leur pratique usuraire. 

## Sa chute
Mais sa consécration comme juif de cour obtenue par manigances lui attire de nombreux ennemis non seulement chez les juifs mais aussi chez les chrétiens jaloux de sa réussite.   
En février 1712, Fränkel est dénoncé par un juif converti pour être en possession de livres blasphématoires, d'utiliser son influence à la cour pour intervenir dans tous les domaines de la politique et pour avoir détourné des fonds publics. Une commission d'investigation est nommée, dirigée par un ennemi personnel de Fränkel. Celle-ci ordonne l'arrestation de Fränkel et son incarcération à l'isolement. De nombreux témoins juifs et chrétiens sont interrogés, mais les interrogatoires sont partiaux et biaisés : toutes les accusations sont déclarées vraies, bien qu'aucune preuve tangible n'ait pu être apportée et qu'aucune malversation n'ait pu être découverte.   
Le margrave n'intervient pas pour protéger son ancien favori, mais le condamne à la prison à vie, à la confiscation de tous ses biens et à l'expulsion de sa famille. 
Le 2 novembre 1712, une foule importante se presse vers la place du marché pour assister à la punition publique du vieux juif. Après avoir dénudé son torse, le bourreau lui assène neuf violents coups de canne, puis Fränkel est conduit à la forteresse de Wülzburg (près de Weißenburg in Bayern). Enchainé et uniquement nourri de pain et d'eau, il meurt neuf ans plus tard en 1720, à l'âge de 67 ans.   
Son frère, le grand-rabbin Hirsch Fränkel, lui aussi accusé de détenir des livres blasphématoires en hébreu, est emprisonné à la prison de Schwarbach jusqu'à sa mort en 1723. 

## Interprétation des historiens
Pour, Rotraud Riess de l'université Gerhard Mercator de Duisbourg, l'affaire Elkan Fränkel est un cas d'étude holistique:
« Le protagoniste peut être examiné comme un individu, comme un membre d'une famille, de la communauté juive et de la société en général…
Les ambitions politiques de Fränkel ne sont pas uniquement une attitude égotiste-individualiste de la vie, mais une tentative de jeter un pont entre ses origines juives et la société chrétienne. Il échoua, car l'époque n'était pas encore arrivée d'atteindre un tel but, et qu'il surestima son influence sur le margrave et la capacité du margrave de s'affirmer et finalement parce qu'il manqua d'intelligence émotionnelle et de sensibilité pour reconnaitre les limites des activités politiques d'un juif, qui étaient encore très faibles, malgré un certain progrès dans le domaine économique et même de coopération diplomatique entre chrétiens et juifs. »